# Joseph Wauters (Radsportler)

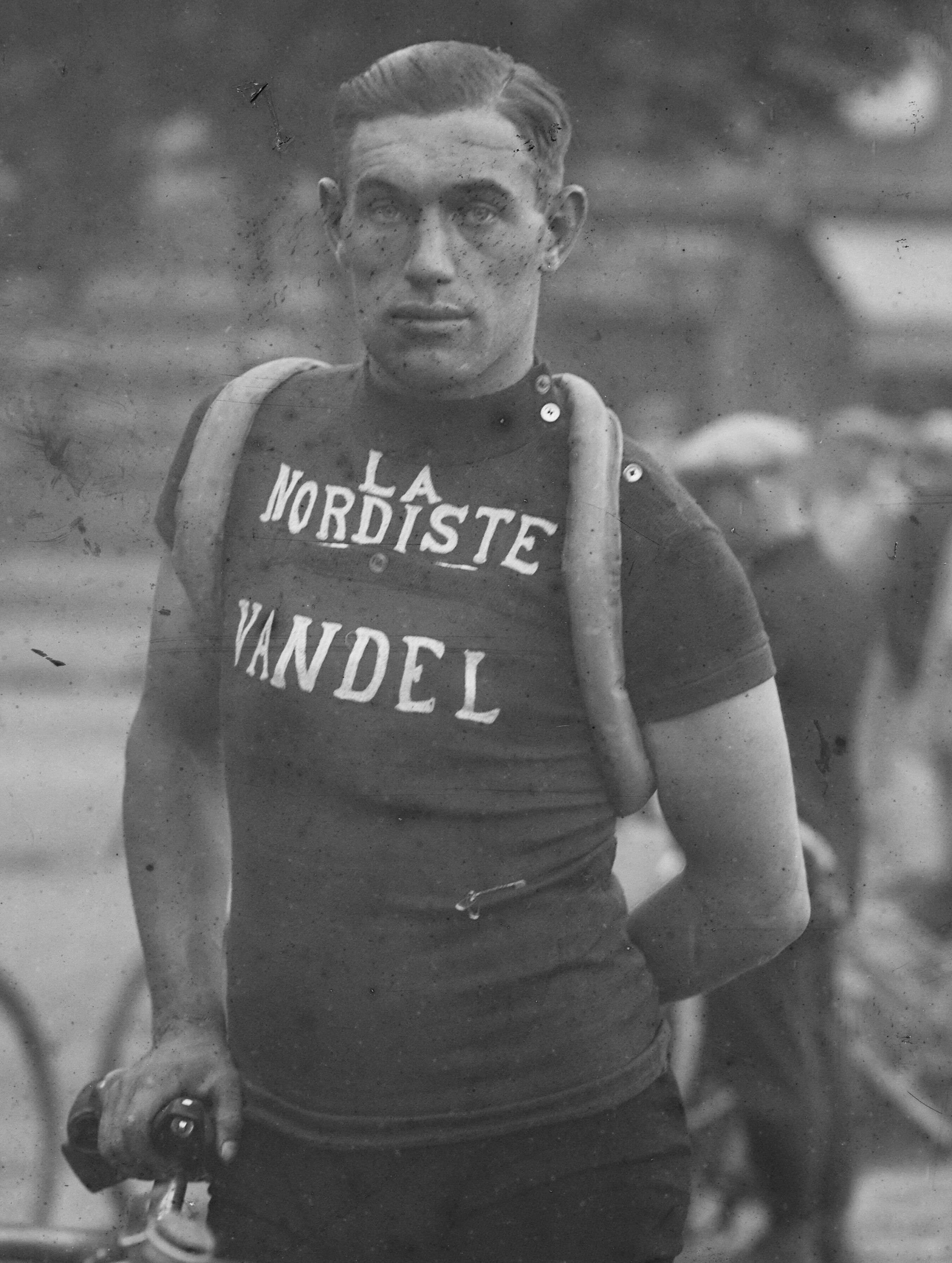
Joseph Wauters (1929)

Joseph „Jef“ Wauters (* 19. Februar 1906 in Huizingen; † 8. August 1975 in Brüssel) war ein belgischer Radrennfahrer.
Joseph Wauters war von 1925 bis 1932 Profi. In dieser Zeit wurde er zweimal – 1929 und 1930 – Belgischer Straßenmeister. Ebenfalls 1929 und 1930 gewann er das Eintagesrennen Paris–Hénin Liétard. In einer belgischen Enzyklopädie aus dem Jahre 1979 wird er als „de snelste wegsprinter aller tijden“ beschrieben. 1929 gewann er das zudem das Critérium des Aiglons sowie den Scheldepreis Flandern. 1931 gewann er zwei Etappen der Deutschland-Rundfahrt. Auch fuhr er sechs Sechstagerennen; 1930 wurde er Zweiter in Brüssel mit René Vermandel.
Nach seinem Rücktritt als aktiver Rennfahrer eröffnete Wauters ein Café in Alsemberg, behielt aber seinen Kontakt zur Radsport-Szene, indem er sich als Derny-Schrittmacher, u. a. bei Bordeaux–Paris, betätigte.